# Zählpunkt (Logistik)
Zählpunkte (in der betrieblichen Praxis u. a. auch Statuspunkte, i-Punkte oder Erfassungspunkte) in der Logistik sind ausgesuchte physische Erfassungsstellen im Produktions- und Materialfluss („PMF“), die in einer bestimmten Weise geordnet werden, so dass sie für die Planung, Steuerung und Überwachung von unterschiedlichen Materialflussobjekten (Teile, Baugruppen, Erzeugnisse, Behälter, Frachtträger etc.) genutzt werden können.

## Einrichtung und Nutzung
Je komplexer die Produktions- und Materialflussstrukturen eines Unternehmens, desto mehr Zählpunkte werden im Transportwesen und in den Betrieben eingerichtet. Zählpunkte werden nicht nur zum direkten Überwachen des Produktions- und Materialflusses, sondern auch zur Planung und Steuerung des gesamten Beschaffungs-, Produktions- und Versand-Netzwerkes benötigt.
Als logistische Zählpunkte eignen sich insbesondere auch die Stellen im Produktions- und Materialfluss, an denen die Ware in Quantität und/oder Qualität überprüft und erfasst wird (s. Prüfung, Qualitätsprüfung). Die Zählpunkte werden in eine bestimmte Ordnung gebracht werden, die den Anforderungen einer idealen Intervall (Mathematik)-Algebra entspricht. Die Intervalle sind halb-offen, d. h. der Anfangspunkt liegt innerhalb des betreffenden Intervalls während der Endpunkt außerhalb des Intervalls liegt, dieser ist zugleich der Anfangspunkt des nächstfolgenden Intervals. Die Zählpunkte liegen immer genau am Anfang eines solchen Intervalls, das einen beliebigen Abschnitt im Produktions- und Materialfluss abgrenzt, wodurch eine konsistente Abbildung des gesamten Produktions- und Materialflusses möglich wird. Alternative Produktions- oder Transportstrecken werden als parallele (logisch gleichwertige) Intervalle abgebildet, die physisch jeweils einen eigenen Erfassungspunkt haben. Wenn ein konkretes Teil, eine Baugruppe oder ein Erzeugnis einen Zählpunkt „passiert“ hat es das vorherige Intervall verlassen und befindet es sich in dem betreffenden Intervall. Auf diese Weise ist sichergestellt, dass sich ein Materialfluss-Objekt immer nur in genau einem Intervall befinden kann; dies gilt natürlich auch für die parallelen Intervalle. Diese konsistente PMF-Struktur erlaubt u. a. auch eine genaue Berechnung und Addition von Durchlaufzeiten, die besonders für die Produktionsplanung und -steuerung und die Materialbedarfsrechnung wichtig ist. Die Notwendigkeit der Abbildung von konsistenten Materialflüssen und der übergreifenden Erfassung von Materialflussobjekten wird auch durch das Konzept des Infobrokers im „RAN-Projekt“ des BMWi unterstrichen (s. Weblinks).
Für die eindeutige, sichere und kostengünstige Erfassung werden automatisierte Erfassungstechniken immer wichtiger, wobei zunehmend auch RFID zur Erfassung (s. a. Betriebsdatenerfassung) und GPS zur Ortung eingesetzt werden. Durch die Entwicklung der Industrie 4.0 und des Internet der Dinge können die Daten auch von einem intelligenten Objekt oder aus einem cyber-physischen System stammen. In Verbindung mit dem Konzept Digitaler Zwilling ergeben sich ganz neue Anwendungsmöglichkeiten.

## Zählpunkte und Regelkreise
Zur Planung und Steuerung der Produktion und des Materialflusses kann für jedes der aufeinanderfolgenden Intervalle ein Regelkreis eingerichtet werden. Für jeden Zählpunkt werden Sollwerte vorgegeben, die dann mit den Istwerten verglichen werden. Anhand der Soll-Ist-Abweichung kann durch einen Regulator (ERP-System, PPS-System) entschieden werden, wie die Abweichung zu beseitigen ist, ob in den Produktions- und Materialfluss korrigierend eingegriffen werden muss oder nicht.
Dies ist insbesondere wichtig für die Regelung von kontinuierlichen Fertigungslinien und Materialströmen (s. Fließfertigung, Montagelinie) und für die Einhaltung von Fertigungs- und Lieferterminen (s. Liefertreue).

## Einsatzgebiete

### Materialwirtschaft
Wichtige Zählpunkte in der Materialwirtschaft sind der Wareneingang und der Warenausgang, weil sich mit dem „Passieren“ dieser Zählpunkte auch die rechtlichen Beziehungen der Warenlieferung ändern, mit den entsprechenden finanziellen Konsequenzen. Bekannte Zählpunkte im innerbetrieblichen Materialfluss sind der Lagereingang und -ausgang (Lagerhaltung) sowie die Verladung.
Zählpunkte spielen auch in verschiedenen Verfahren der Materialbedarfsplanung und -steuerung eine wichtige Rolle, z. B. bei den Fortschrittszahlen, der Fertigungsregelung nach dem Trichtermodell und der Berechnung der Durchlaufzeit. Beim System der Fortschrittszahlen werden die Intervalle meistens als Kontrollblöcke bezeichnet.

### Produktion
In Industriezweigen mit komplexen Produktionsstrukturen und unterschiedlichen Fertigungsbereichen (Flugzeugbau, Maschinenbau, Automobilfertigung) werden an markanten Stellen im Produktionsprozess Zählpunkte eingerichtet, um die verschiedenen Fertigungsprozesse aufeinander abzustimmen und den Arbeitsfortschritt zu überwachen.
So sind wichtige Zählpunkte in der Automobilindustrie (auch Kontrollpunkte genannt):
- der Beginn des Karosseriebaus
- der Beginn der Motorenfertigung
- der Beginn der Getriebefertigung
- der Einlauf in die Lackierung
- der Beginn der Endmontage
- die Fertigstellung von Fahrzeugen.

Anhand dieser Zählpunkte werden die Montage- und Produktionsprogramme der Fahrzeuge und Aggregate (Karosserie, Motor, Getriebe …) erstellt, die Fertigungsfolgen gesteuert und der Fertigungsfortschritt laufend überwacht.
Einen besonders wichtiger Zählpunkt ist der Einlauf in die End-Montagelinie, durch welche die endgültige Reihenfolge der Produkte definiert wird; diese Reihenfolge wird für die JIT-Anlieferung und das Konzept der Perlenkette (Logistik) genutzt, um den Materialfluss der benötigten Teile und Baugruppen zu steuern.

### Transport und Versand
Für die Planung, Steuerung und Kontrolle von Warenströmen und Versandzentren im Transport- und Versandgeschäft werden ebenfalls Zählpunkte an definierten Stellen benötigt; hierzu zählen insbesondere auch die logistischen Umschlagpunkte (s. a. Logistikzentrum, Güterverkehrszentrum, Containerterminal). Im RAN-Projekt von „Autonomik 4.0“ wurden für die Automobilindustrie erste übergreifende Verfahren und Standards zum Verfolgen von Produkten, Teilen und Behältern (Infobroker) entwickelt (s. Weblink).
Zählpunkte werden im Warenversand auch zur Sendungsverfolgung genutzt, um bspw. den Empfänger darüber zu informieren, wo sich seine Ware gerade befindet.